# Johannes Stadler
Johannes Stadler (* 8. April 1797 in Flawil; † 28. August 1849 in St. Gallen) war ein Schweizer Jurist und Politiker. Er war St. Galler Grossrat, Regierungsrat, Landammann und Tagsatzungsgesandter.

## Leben
Als Sohn eines Handelsherren geboren, studierte Stadler Rechtswissenschaften in Tübingen und Heidelberg. Während seines Studiums schloss er sich in Tübingen 1820 dem burschenschaftlichen Burschenverein an. 1822 wurde er in Heidelberg zum Dr. iur. promoviert. Nach dem Studium arbeitete er als Rechtsanwalt in St. Gallen und wurde 1825 Kriminalexaminator, 1828 Appellationsrichter. 
Von 1826 bis 1849 war er Grossrat und von 1831 bis 1849 Regierungsrat in den Departements für Justiz, Inneres, Äusseres und Polizei. Von 1832 bis 1848 war er Landammann des Kantons St. Gallen. 1826, 1828, 1836 und 1838 war er Tagsatzungsgesandter.

## Veröffentlichungen
- Ueber die Eintheilung der Verbrechen in Staats- und Privatverbrechen. Engelmann, Heidelberg 1823 (Dissertation, Universität Heidelberg, 1822; Digitalisat in der Google-Buchsuche).